# Woodville (Georgia)
Woodville – miasto w Stanach Zjednoczonych, w stanie Georgia, w hrabstwie Greene.